# Твоје лице звучи познато (4. сезона)
Четврта сезона емисије Твоје лице звучи познато у Србији је емитована од 1. октобра до 17. децембра 2017. године и броји 12 епизода.

## Стални жири
- Бранко Ђурић Ђуро
- Александра Радовић
- Андрија Милошевић

### Гости
| Епизода | Фотографија | Члан жирија           |
| ------- | ----------- | --------------------- |
| 1       |             | Христина Поповић      |
| 2       |             | Драган Брајовић Браја |
| 3       |             | Душан Дуда Ивковић    |
| 4       |             | Јелена Карлеуша       |
| 5       |             | Ана Кокић             |
| 6       |             | Марија Шерифовић      |
| 7       |             | Александар Милић Мили |
| 8       |             | Катарина Радивојевић  |
| 9       |             | Неда Арнерић          |
| 10      |             | Мима Караџић          |
| 11      |             | Каролина Гочева       |
| 12      |             | Жељко Васић           |

## Табела са такмичарима
| Учесници                             | Епизода 1     | Епизода 2             | Епизода 3                | Епизода 4       | Епизода 5         | Епизода 6           | Епизода 7              | Епизода 8        | Епизода 9         | Епизода 10       | Епизода 11                    | Епизода 12       |
| ------------------------------------ | ------------- | --------------------- | ------------------------ | --------------- | ----------------- | ------------------- | ---------------------- | ---------------- | ----------------- | ---------------- | ----------------------------- | ---------------- |
| Беби Дол (певачица)                  | Емели Санде   | Катарина Остојић Каја | Оливија Њутон-Џон        | Леонард Коен    | Мерима Његомир    | Дона Самер          | Стивен Тајлер          | Тајчи            | Зоран Костић Цане | Ејми Вајнхаус    | Кристина Агилера              | Војска љубавника |
| Тијана Дапчевић (певачица)           | Здравко Чолић | Леди Гага             | Џастин Тимберлејк        | Џеси Џеј        | Дара Бубамара     | Беби Дол            | Ран Ди-Ем-Си           | Цезар            | Тејлор Свифт      | Мадона           | Пинк                          | Сиа              |
| Едита Арадиновић (певачица)          | Бијонсе       | Северина              | Тијана Дапчевић          | Адел            | Џенифер Лопез     | Младен Војичић Тифа | Ана Николић            | Марија Шерифовић | Мајкл Џексон      | Индира Радић     | Еванесенс                     | Бијонсе          |
| Драгана Мићаловић (глумица)          | Ники Минаж    | Предраг Цуне Гојковић | Литл микс                | Пинк            | Џеј               | Шакира              | Љубиша Стојановић Луис | Руслана          | Драгана Мирковић  | нина Бадрић      | Луз Касал                     | Џенифер Лопез    |
| Иван Паунић (кошаркаш)               | Луис Фонси    | Аксел Роуз            | Шабан Шаулић             | Јелена Карлеуша | Марк Ентони       | Хари Стајлс         | Роби Вилијамс          | Кончита Вурст    | Лени Кравиц       | Ђорђе Балашевић  | AC/DC                         | Азукар Морено    |
| Мира Шкорић (певачица)               | Халид Бешлић  | Мими Мерцедез         | Светлана Цеца Ражнатовић | Аца Лукас       | Зорица Брунцлик   | Марија Шерифовић    | Министарке             | Марко Кон        | Барбара Стрејсенд | Кети Пери        | Калиопи                       | Војска љубавника |
| Стефан Димитријевић Леон (певач)     | Џастин Бибер  | Саша Ковачевић        | Милица Тодоровић         | Кендрик Ламар   | Питбул            | Twenty One Pilots   | Драган Којић Кеба      | Лака             | Сека Алексић      | Дино Мерлин      | Ники Минаж Кендрик Ламар      | Синан Сакић      |
| Бобан Рајовић (певач)                | Питбул        | Тома Здравковић       | Емина Јаховић            | Неле Карајлић   | Тоше Проески      | Малума              | Раста                  | Жељко Јоксимовић | Оливер Драгојевић | Фарел Вилијамс   | Ариана Гранде Imagine Dragons | Елвис Присли     |
| Бранислав Лечић (глумац и политичар) | Џејсон Деруло | Бруно Марс            | Жељко Јоксимовић         | Весна Змијанац  | Севиљски берберин | Дино Дворник        | Рики Мартин            | Лорди            | Твинс             | Антонио Бандерас | Марчело                       | Харис Џиновић    |
| Слободан Ћустић (глумац)             | Лепа Брена    | Ред Хот Чили Пеперс   | Џон Траволта             | Ед Ширан        | Тина Тарнер       | Бора Ђорђевић       | Ран Ди-Ем-Си           | Гиоргиос Алкајос | Реј Чарлс         | Бајага           | Гарави сокак                  | Војска љубавника |